# Kolumna Zwycięstwa w Stargardzie
Kolumna Zwycięstwa (lub do 1989 roku Pomnik Wdzięczności) – pomnik, który znajdował się na Placu Wolności w Stargardzie, był ostatnim elementem Mauzoleum Żołnierzy Radzieckich. Zburzony 25 listopada 2017.

## Historia
Kolumna Zwycięstwa (wraz z cmentarzem i mauzoleum) została wzniesiona przez jeńców niemieckich według projektu I.W. Mozencewa na rozkaz Wojennej Rady 61 Armii. Cały kompleks został przekazany polskiej administracji 13 listopada 1945 roku.
Kolumna zbudowana była z konstrukcji żelbetonowej, mierzyła 23 m. Kolumnę fragmentarycznie pokryto kamieniem. Na jej szczycie znajdował się Order „Zwycięstwo” otoczony laurem. Do kolumny z czterech stron prowadziły schody, a w przyziemiu pomnik otaczała ażurowa rotunda. Na kolumnie znajdowały się cztery płyty z płaskorzeźbami o tematyce wojennej, oraz cztery medaliony (w 2006 usunięto jeden, na którym znajdował się wizerunek Stalina). Pomnik był licznie zdobiony gwiazdami radzieckimi oraz sierpem i młotem.
W 2005 roku rozpoczęto starania mające na celu zburzenie (lub przeniesienie pomnika na Cmentarz Wojenny). W 2016 roku podjęto decyzję o przeniesieniu zabytku na cmentarz wojenny przy ulicy Reymonta. W nocy z 29 na 30 listopada 2016 zdemontowano gwiazdę wieńczącą kolumnę. Ostatecznie pomnik został zburzony 25 listopada 2017. Wcześniej zabezpieczono część elementów zdobień, które do czasu podjęcia decyzji przez Wojewodę Zachodniopomorskiego o ich losie tymczasowo zdeponowano w Muzeum Archeologiczno-Historycznym w Stargardzie.